# Amberana pygmaea
Amberana pygmaea är en insektsart som beskrevs av Schmidt 1920. Amberana pygmaea ingår i släktet Amberana och familjen spottstritar.
Artens utbredningsområde är Madagaskar. Inga underarter finns listade i Catalogue of Life.